# Abby Sunderland
Abby Sunderland, all'anagrafe Abigail Jillian Sunderland (Marina del Rey, 19 ottobre 1993), è una velista statunitense, che nel 2010 ha tentato un giro del mondo in barca in solitaria, aspirando a diventare la più giovane a completare l'impresa, senza però riuscirvi.
Abby nasce in una famiglia di marinai: il fratello, Zac Sunderland, è stato il primo a completare la circumnavigazione del globo prima di compiere 18 anni. Ha iniziato a navigare a sei anni, dimostrando doti innate nella navigazione in solitaria. Nel 2006 ha iniziato a preparare il progetto di una circumnavigazione del globo, emulando il fratello maggiore

## Preparazione
Il progetto di viaggio prevedeva questi punti di riferimento: Cabo San Lucas – Capo Horn – Capo di Buona Speranza – Capo Leeuwin – Cabo San Lucas in 10 tappe, ma senza fare scali né ricevere alcun tipo di assistenza, d'accordo con le regole della International Sailing Federation e della World Sailing Speed Record Council (WSSRC). Sempre stando alle norme WSSRC in materia di circumnavigazioni, l'Equatore dev'essere attraversato e non seguito; il passaggio avverrà due volte in mezzo all'Oceano Pacifico.

La rivista Sail-World ha esternato dubbi riguardo alla data di partenza, a gennaio: 

## Rivalità
Contemporaneamente alla Sunderland un'altra ragazza sedicenne, l'australiana Jessica Watson, ha preparato un giro del mondo in solitaria, partendo circa 4 mesi prima della Sunderland, entrando così in diretta competizione con lei per la conquista del primato di precocità. Le due ragazze hanno però stemperato la tensione con reciproche manifestazioni di stima, e la Sunderland ha addirittura seguito, in diretta sulla televisione australiana ABC, il passaggio di Capo Horn da parte della Watson.Come la Sunderland, nemmeno la Watson è riuscita nell'impresa.

## La barca
La barca di Abby Sunderland, chiamata Wild Eyes (Occhi Selvaggi), è uno sloop di 12,19 m, costruito nel 2001 in Australia dalla A.S.A. Yachts PTY. È stato configurato dalla Jutson Yacht in Australia specificatamente per navigazioni in solitaria di lunga durata. Col nome di BTC Velocity è giunta seconda nella regata The Around Alone nella categoria Class 3 (Open 40). Wild Eyes è realizzata in fibra di vetro rinforzata con Kevlar con 5 compartimenti stagni a protezione dello scafo e un boccaporto a poppa.  È stato acquistato dalla famiglia Sunderland nel Rhode Island nell'ottobre 2009; da lì ha navigato, condotto da Abby e Zac col padre Laurence fino a Fort Lauderdale, in Florida, per poi essere trasportato in California, dove Abby vive, nella cittè di Thousand Oaks. Lo sloop è stato quindi ricondizionato a Marina del Rey, in California con l'aggiunta di un sistema elettronico di navigazione e comunicazione.

## Il viaggio

### Primo tentativo
Abby è partita da Marina del Rey, California il 23 gennaio 2010, ma a causa di problemi all'impianto elettronico che sballavano la strumentazione e difficoltà logistiche (i pannelli solari, le pale eoliche e il carburante presente a bordo non erano sufficienti per garantire l'energia necessaria per tutto il viaggio), il 30 gennaio si è dovuta fermare a Cabo San Lucas, in Messico, per prendere più gasolio, batterie ed effettuare le opportune riparazioni. È ripartita il 6 febbraio, prendendo Cabo San Lucas come nuova base di partenza e arrivo.

### Secondo tentativo

#### Prima tappa
Ripartita dal Messico il 6 febbraio 2010, il 19 febbraio, alle ore 15:07 PST, 13 giorni dopo aver lasciato Cabo San Lucas, Abby ha completato la prima tappa del viaggio (Cabo San Lucas - Equatore), attraversando la linea nel Pacifico del sud 0°N 120.25°W.

#### Seconda tappa
Il 27 febbraio 2010, il terremoto in Cile ha fatto temere possibili conseguenze per Abby. Lei si trovava in posizione 15°S 123°W, a circa 3 000 miglia nautiche dall'epicentro del terremoto, ma la grande profondità dell'Oceano in quel punto ha minimizzato gli effetti del conseguente tsunami e la sua équipe in California ha dichiarato che 
Il 13 marzo la Sunderland ha completato la seconda tappa del viaggio (Equatore - Pacifico del Sud).

#### Terza tappa
Il 21 marzo Abby ha subìto un incidente potenzialmente grave: alle 2:00 del mattino ora locale l'albero è stato piegato dal vento, facendo rischiare alla ragazzina un'accidentale abbattuta in cattive acque, cosa potenzialmente pericolosa. Fortunatamente Abby è riuscita a mantenere il controllo e non ci sono stati danni.
Il 31 marzo è stato passato Capo Horn — il punto più a sud delle Americhe — rendendola la più giovane marinaia ad aver fatto ciò e completando la terza tappa. Ha trovato onde grosse e vento forte, ma comunque più debole dei giorni prima.
Il 24 aprile 2010 Abby ha annunciato una fermata a Città del Capo per riparare il pilota automatico (pur avendone due a bordo, entrambi si erano guastati), anche se ciò comportava la fine del tentativo di giro del mondo non stop. Ciononostante aveva deciso di continuare il viaggio. Inizialmente era riuscita ad accoppiare le parti sane dei due sistemi, riuscendo a non fermarsi per riparazioni, ma una perdita al sistema idraulico ha reso improcrastinabile la fermata. È arrivata a Città del Capo il 5 maggio 2010.
Abby è ripartita da Città del Capo il 21 maggio e ha affermato: «Mi fermerò ancora se ne avrò bisogno». Stanti così le cose, l'arrivo a Cabo San Lucas o direttamente a Marina del Rey era previsto per fine agosto o i primi di settembre.

Il viaggio di Abby

### Naufragio e salvataggio
Il mattino del 10 giugno, Abby stava navigando in mezzo a un forte vento in una remota zona dell'Oceano Indiano, a nord-est delle Isole Kerguelen, circa 2 000 miglia nautiche a ovest dell'Australia. Ad un tratto è caduta la linea con il telefono satellitare e, nel giro di un'ora, dalla barca di Abby è partita una richiesta di soccorso. La nave più vicina si trovava a circa 400 miglia dalla sua posizione, che era la seguente: 40°48′S 74°58′E, circa 2033 miglia nautiche a sud-ovest di Perth.
Il mattino successivo, l'Australian Maritime Safety Authority ha mandato un Airbus A330 della Qantas, con a bordo 12 addetti alla sicurezza, in ricognizione sulla zona indicata. L'aereo ha coperto una distanza di 4 700 miglia nel viaggio di andata e ritorno tra Perth e la zona del naufragio, al limite della sua autonomia. La barca fu avvistata dopo 10 minuti dal raggiungimento della zona da dove era partito l'SOS. Rapidamente fu stabilito un contatto radio a corto raggio con Abby, che ha riferito di aver raddrizzato la barca e di essere illesa. La barca aveva subito il distacco della chiglia, si era ribaltata e aveva perso l'albero, tranciando anche l'antenna satellitare alloggiata su di esso, il che ha fatto saltare il collegamento telefonico. I genitori hanno riferito che, secondo il pilota dell'aereo di ricerca, la nave era stata colpita da una grossa onda e che il tentativo di circumnavigazione era da considerarsi finito.
L'area in cui era finita la barca è raramente percorsa da navi. Pertanto l'Australian Maritime Safety Authority ha dirottato tre navi verso la zona del naufragio. Abby è stata salvata dal mercantile francese Ile de la Reunion nel tardo pomeriggio del 12 giugno 2010. L'Australian Maritime Safety Authority ha comunicato "Il capitano della Ile De La Reunion ha riferito che la Signorina Sunderland è al sicuro e in buona salute." In California Laurence Sunderland ha riferito alla stampa che Abby "è uscita da sola dalla barca con i vestiti in spalla." A bordo della Ile de la Reunion Abby ha riferito che "un'onda lunga" ha causato la perdita dell'albero del Wild Eyes, che è stato abbandonato alla deriva, non dopo un vano tentativo di recupero.
La nave ha portato in salvo Abby alle Isole Kerguelen, da dove è ripartita, a bordo di una motovedetta della Guardia Costiera francese, per l'isola di Reunion.

#### Costi del salvataggio
Le tesorerie di stato australiana e francese hanno coperto parte delle spese di salvataggio e il governo australiano ha escluso che la famiglia Sunderland dovesse pagare qualcosa. È stato riferito che l'A330 della Qantas usato nel salvataggio ha un costo operativo di 10 000 dollari australiani all'ora. Il costo totale del salvataggio è stato stimato tra i 200 000 e i 300 000 dollari australiani. Ci sono state polemiche riguardo al fatto che l'équipe di Abby non ha dovuto pagare i costi di salvataggio. Il Daily Telegraph ha scritto "il team della mancata navigatrice solitaria teenager Abby Sunderland non ha pagato un centesimo per il salvataggio ma prova ancora a far pagare lo stato per il recupero della barca." Secondo gli accordi internazionali, nessuna nave di nessuna nazione presente nei pressi di un incidente è obbligata a prestare soccorso gratuitamente. A tal proposito, in Francia è stata proposta una legge che obbliga i turisti a rimborsare lo stato per i costi di salvataggio se essi prendono rischi senza un valido motivo.